# Volvo YCC
La Volvo YCC (acronimo di Your Concept Car) è una concept car prodotta dalla casa automobilistica Svedese Volvo.
Fu presentata al Salone dell'automobile di Ginevra nel 2004 con l'obiettivo dichiarato di soddisfare, in modo particolare, le esigenze delle guidatrici di sesso femminile.

## Il contesto
Per ottenere questo risultato Volvo creò, nell'autunno del 2001, un team di lavoro costituito interamente da donne. 
Questo gruppo di lavoro creò la YCC come un esercizio di ergonomia visto dalla prospettiva delle guidatrici donna.
Coinvolte durante le varie fasi del progetto furono: Maria Widell Christiansen, Eva-Lisa Andersson, Elna Holmberg, Maria Uggla, Camilla Palmertz, Cynthia Charwick, Anna Rosén, Lena Ekelund e Tatiana Butovitsch Temm.

## Tecnica
La concept YCC ha una carrozzeria coupé a quattro posti. 
All'anteriore non è presente il cofano, per cui non è possibile accedere direttamente al motore. 
Per la manutenzione occorre infatti rimuovere l'intera parte frontale dell'auto. 
La manutenzione era prevista ogni 50.000 km percorsi i quali un messaggio via radio viene inviato automaticamente all'officina.
Il riempimento della vaschetta che contiene il liquido per lavare il parabrezza avviene tramite una valvola a sfera senza tappo.
Anche per riempire il serbatoio della benzina è stato utilizzato lo stesso sistema.
La vettura è equipaggiata con pneumatici Run-flat per evitare di dover sostituire lo pneumatico in strada.
Si accede all'interno del veicolo tramite due porte ad ala di gabbiano. 
Tutte le porte sono ad apertura elettrica; alla pressione di un tasto la porta più vicina viene aperta automaticamente così da poter entrare in auto mentre si tengono in mano sporte ed oggetti vari.
Tutte le parti interne in materiali tessili possono essere rimosse facilmente, così da cambiarne sia il colore che il tipo di tessuto.
I poggiatesta hanno delle rientranze per ospitare le acconciature delle donne come quelle a coda di cavallo.
La YCC era equipaggiata con un propulsore ibrido a cinque cilindri da 215 cavalli.